# Matigramma pulverilinea
Matigramma pulverilinea är en fjärilsart som beskrevs av Augustus Radcliffe Grote 1872. Matigramma pulverilinea ingår i släktet Matigramma och familjen nattflyn. Inga underarter finns listade i Catalogue of Life.